# Verband (Recht)
Verbände sind Personenvereinigungen natürlicher oder juristischer Personen als Mitglieder, die sich freiwillig zur Verfolgung gemeinsamer Interessen und Ziele zusammengeschlossen haben und über eine festgelegte interne Organisationsstruktur auf der Grundlage einer privatrechtlichen oder öffentlich-rechtlichen Satzung verfügen. Im Gegensatz dazu ist ein Verbund eine eher lose Vereinigung ohne die genannten internen Organisationsstrukturen.

## Aufgaben
Verbände haben als Personenvereinigungen verschiedene Aufgaben und Ziele, beispielsweise politische, rechtliche, wirtschaftliche oder gesellschaftliche Zielsetzungen. Insbesondere haben Verbände häufig die Aufgabe, Allgemeine Geschäftsbedingungen einheitlich für ihre Verbandsmitglieder zu verfassen (etwa Allgemeine Geschäftsbedingungen der Kreditinstitute und Allgemeine Versicherungsbedingungen), Vertragsmuster oder Lieferungs- und Zahlungsbedingungen zu vereinheitlichen. Die Verbandspolitik und andere gemeinsame Interessen werden einheitlich für alle Mitglieder nach außen vertreten, hierdurch fungiert er als Interessenvertretung (Lobbyarbeit). Ein Verband organisiert einen Teil oder alle gemeinsamen Aktivitäten seiner Mitglieder und ist zuständig für die Etablierung und Durchsetzung gemeinsamer Standards und Regelungen.

## Merkmale
Kurt Schelter unterscheidet nach:
- Trägerschaft: Interne Trägerschaft besteht durch die Mitglieder, externe Trägerschaft durch einen von Dritten vollzogenen Gründungsakt.
- rechtlicher Verortung: Öffentlich-rechtlich (etwa Körperschaften oder Stiftungen des öffentlichen Rechts); privatrechtlich (etwa Vereine, Personen- und Handelsgesellschaften, Stiftungen des privaten Rechts).
- Rechtsfähigkeit: Rechtsfähige, teilrechtsfähige oder nicht rechtsfähige Verbände.
- Zielsetzung: wirtschaftliche Verbände (etwa GEMA, Verbraucherverbände, Wirtschaftsverbände), soziale (Deutscher Mieterbund, Haus & Grund, Wohlfahrtsverband), kulturelle (P.E.N., Verband der Historiker und Historikerinnen Deutschlands) oder politische Verbände (Bund für Umwelt und Naturschutz Deutschland, politische Parteien).
- Art der Mitglieder: Arbeitgeberverbände, Berufsverbände für bestimmte Berufe (etwa Ärzteverband), Fachverbände (Fachverband der Flugsicherung Deutschland), Gewerkschaften (Gewerkschaft der Flugsicherung), Sportverband, Standesvertretungen oder Unternehmensverbände. Im Kommunalrecht gibt es den höheren Kommunalverband, Regionalverband, Verwaltungsverband und den Zweckverband. Dies sind Verwaltungskooperationen gemäß den länderbezogenen Gesetzen über kommunale Zusammenarbeit. Mitglieder in den Bankenverbänden sind die jeweils zugehörigen Kreditinstitute.

## Regionale Unterteilung
Überregional auftretende Parteien, Gewerkschaften, Vereine oder andere Verbände verfügen oftmals über räumlich gegliederte Organisationsstrukturen auf verschiedenen Ebenen.
Bundesverband ist eine Bezeichnung für die in der Regel oberste Gliederung, d. h. auf der Bundesebene, die bei allen Parteien und Verbänden üblich ist; vergleichbare Bezeichnung vor Gründung der Bundesrepublik Deutschland war Reichsverband. Auf föderaler Ebene wird vom Landesverband gesprochen, der Bezirksverband bezieht sich auf die Ebene der Regierungsbezirke, der Kreisverband (bei der SPD traditionell Unterbezirk genannt) und der Gemeinde- oder Ortsverband (bei der SPD der Ortsverein). Gelegentlich werden nationale Verbände auch Zentralverband (z. B. Zentralverband des deutschen Handwerks), Hauptverband (z. B. Hauptverband der Deutschen Bauindustrie), Dachverband (Dachverband der Kritischen Aktionärinnen und Aktionäre) oder Spitzenverband (Spitzenverband Fachärzte Deutschlands) genannt; sie sind ausschließlich juristische Personen.
Eine andere Art der Verbandsorganisation ist die thematische Hierarchie, die typischerweise aus Spartenverbänden und Dachverband gebildet wird. Ein Beispiel hierzu ist der Deutsche Fischerei-Verband als Dachverband der Spartenverbände Hochsee-, Küsten-, Binnen- und Sportfischerei sowie der Angler.
Über die nationalen Grenzen hinaus schließen sich Verbände auch zu Kontinentalverbänden (z. B. UEFA, Europaverband der Kleintierzüchter) bzw. einem Weltverband (z. B. FIFA, Weltverband der Diamantbörsen) zusammen.

## Sozial- und politikwissenschaftliche Aspekte
Sozial- und Politikwissenschaft unterscheiden mannigfaltige Erscheinungsweisen der Verbände, wie Fach-, Dach-, Wirtschafts-, Berufs- und Wissenschaftsverbände, Kultur-, Verkehrs- und Sportverbände, Sozial- und Wohlfahrtsverbände, Umweltschutzorganisationen und Schutzverbände. Auch politische Parteien und Gewerkschaften, Kammern (berufsständische Körperschaften) sowie Studierendenschaften, Zünfte und Korporationen sowie die (im gesetzlichen Sinne ausgenommenen) Gebietskörperschaften der hoheitlichen Verwaltung zählen dazu. Sie sind durchwegs Interessenverbände einer gesellschaftlichen Gruppe.
Die Freiwilligkeit unterscheidet Vereine und ähnliche Verbände von den Pflicht- oder Zwangsverbänden (Kammern für Gewerbe und Freie Berufe, mancherorts auch Gewerkschaften), bei denen eine gesetzliche Pflichtmitgliedschaft besteht.
Des Weiteren verfügen gewisse Verbandstypen über besondere Rechte. So genießen Verbraucher- und Umweltschutzverbände das Privileg der Verbandsklage in Verbraucherschutz- und Umweltangelegenheiten, Gewerkschaften und Arbeitgeber können verbindliche Tarifverträge aushandeln.
Oftmals erwachsen Verbände aus Monopolstellungen oder sie erwerben diese. Insofern kommt ihnen eine gehobene gesellschaftliche Bedeutung zu. Im Kontext Lobbyismus gelten dann Sonderregelungen, um die Bildung von Syndikaten zu vermeiden: von kartellrechtlichen Beschränkungen bei Wirtschaftsunternehmen, über Regelungen zu den umstrittenen Pflichtmitgliedschaften bis zur erwünschten Hoheit der staats- und kommunalrechtlichen Körperschaften, die auch darum aus dem Verbandsrecht ausgenommen sind.

## Rechtsfragen
Die Gründung von Verbänden unterliegt in Deutschland gemäß Art. 9 Abs. 1 GG dem grundrechtlichen Schutz der Vereinigungsfreiheit. Konstitutives Merkmal eines Verbandes sind seine Mitglieder. Diese geben sich eine Satzung, die den Verbandszweck, die Verbandsversammlung und die Stimmrechte, gegebenenfalls Mitgliedsbeiträge regelt. Wenn sie als Interessengruppe eines  Interessenverbands auftreten, sind sie dem Lobbyismus zuzuordnen, in dessen Rahmen Einfluss auf Gesetzgebung und öffentliche Verwaltung ausgeübt wird.
Verbände sind zumeist Vereine, da sie einen gemeinsamen Zweck unter einheitlichen Namen verfolgen und existentiell unabhängig vom Wechsel ihrer Mitglieder sind, so auch Gewerkschaften, politische Parteien und Wohnungseigentümergemeinschaften. Der Begriff Verband tauchte als Bezeichnung für einen Personenzusammenschluss erst in der Mitte des 19. Jahrhunderts auf und löste das bisher gebräuchliche Wort „Assoziation“ ab.
Eine Legaldefinition für den Rechtsbegriff Verband gibt es nicht, wenngleich er in Gesetzen erwähnt wird (etwa in § 164 EGBGB). Die Rechtsprechung spricht vom Verband, wenn er gemäß § 21 BGB besondere, qualifizierende Merkmale (hohe Mitgliederzahl, Zusammenschlüsse) aufweist, also Massenorganisationen mit bedeutender Stellung im wirtschaftlichen, sozialen, kulturellen oder politischen Bereich.
Vielfach sind Verbände als eingetragener Verein (e. V.) organisiert, haben aber ebenso wie nicht eingetragene Vereine keinen Aufnahmezwang. Das gilt nach ständiger Rechtsprechung des Bundesgerichtshofs (BGH) so lange, wie ein Verband kein Monopol darstellt. Gemäß §§ 826 BGB, § 20 Abs. 5 GWB kann er zur Aufnahme verpflichtet sein, wenn ein wesentliches oder grundlegendes Interesse an der einzelnen Mitgliedschaft besteht. Im Interesse seines Bestandes und seiner Funktionsfähigkeit kann der Verband den Aufnahmezwang einschränken, sofern das sachlich gerechtfertigt ist.
Die Tariffähigkeit von Verbänden für Tarifverhandlungen ergibt sich aus § 2 Abs. 2 TVG, wonach Zusammenschlüsse von Gewerkschaften und von Vereinigungen von Arbeitgebern (Spitzenverband) im Namen der ihnen angeschlossenen Verbände Tarifverträge abschließen können, wenn sie eine entsprechende Vollmacht haben. Ein Verband muss zudem unabhängig und von seinen Mitgliedern entsprechend beauftragt sein; ferner muss er repräsentativ sein, er muss mithin berechtigterweise „für die Branche […] sprechen“.

## International
Österreich
Auch in Österreich erfolgt – analog zur Verwaltungsgliederung – eine Unterteilung in Bundes-, Landes-, Bezirks- und Gemeindeverbände, bei politischen Parteien auch Sektion genannt (der Begriff Sektion kann neben regionalen auch themenbezogene Gliederungen umfassen). In der Schweiz besteht analog als Bezeichnung einer Untereinheit die Kantonalsektion.
Durch das Vereinsgesetz wird in Österreich ein Verband als ein Verein definiert, in dem sich in der Regel Vereine zur Verfolgung gemeinsamer Interessen zusammenschließen. Lediglich im Bereich der Verbandshaftung nach dem Verbandsverantwortlichkeitsgesetz zählen zusätzlich zu Vereinen auch Aktiengesellschaften, Stiftungen, Genossenschaften, Personengesellschaften und Erwerbsgesellschaft zu den Verbänden, oder im Wortlaut des  § 1 Z.2 VbVG:
- alle juristische Personen (außer der Verlassenschaft; Bund, Länder, Gemeinden und andere juristische Personen, soweit sie in Vollziehung der Gesetze handeln; anerkannte Kirchen, Religionsgesellschaften und religiöse Bekenntnisgemeinschaften, soweit sie seelsorgerisch tätig sind)
- eingetragene Personengesellschaften
- europäische wirtschaftliche Interessenvereinigungen

Für Straftaten ihrer Entscheidungsträger und Mitarbeiter, wenn Pflichten verletzt wurden, die den Verband betreffen, haften zusätzlich zu jenen auch die Verbände selbst.
Schweiz
Wie in Österreich ist der Verband in der Schweiz durch das Vereinsrecht des Zivilgesetzbuches erfasst.